# Saturno (mitologia)
Saturno (em latim: Satvrnvs) é o deus romano da geração, dissolução, abundância, riqueza, agricultura, renovação periódica e libertação. Em desenvolvimentos posteriores, também se tornou o deus do tempo. Equivale ao deus grego Cronos. É um dos titãs, filho do Céu e da Terra. Com uma foice dada por sua mãe, mutilou o pai, Caelus ou Urano, tomando o poder entre os deuses.
Expulso do céu pelo seu filho Júpiter (Zeus), refugiou-se no Lácio. Lá, exerceu a soberania e fez reinar a idade do ouro, cheia de paz e abundância, tendo ensinado, aos homens, a agricultura. No Lácio, criou uma família e uma conduta novas, vindo a ser pai de Pico.[carece de fontes?]
Os romanos, que, segundo outras tradições, atribuem a origem de Roma a Saturno, construíram-lhe um templo e um altar à entrada do Fórum, no Capitólio. Atribui-se, ainda a Saturno, a criação de divindades como Juno ou Hera e de heróis como Rómulo. O sábado é o dia consagrado a Saturno.
O Saturno itálico é representado tanto nas moedas como nas pinturas de Pompeia - testemunho ambivalente da sua actividade agrária e da sua identificação com o castrador Cronos - com a serpente na mão. Um baixo-relevo do museu do Capitólio, réplica de um modelo grego, apresenta-o como Cronos, sentado no trono, recebendo, das mãos de sua mulher (por vezes chamada Ops ou Cíbele nos textos latinos), a pedra envolvida em panos que ele confundiu com Júpiter recém-nascido.
O Saturno africano é um homem de barba curta, penteado com calátides. Mas o deus chega a figurar, na mesma estela, com três aspectos distintos: deus barbudo com a foice, jovem deus solar com a cabeça ornada de raios e jovem deus lunar coroado com o crescente. Também tinha, como filho, Neptuno.

## Esposas
Saturno tinha duas esposas, que representavam diferentes aspectos do deus. Uma delas era Ops, que equivalia à grega Reia. O nome ops significa "abundância, riqueza, recursos". A associação com Ops, no entanto, é considerada um desenvolvimento posterior, pois esta deusa originalmente era esposa do deus Consus. Anterior foi a associação de Saturno com Lua ("dissolução, destruição, afrouxamento"), uma deusa que recebia as armas ensanguentadas dos inimigos derrotados nas guerras.

## O culto de Saturno
Os romanos, com receio de que o deus abandonasse o seu lugar (na República Romana, depositava-se, no seu templo, o tesouro do Estado), prenderam a sua estátua com faixas de lã e não a libertavam senão quando se realizavam as Saturnais. Com efeito, estas festas populares, celebradas anualmente por volta do solstício de inverno - daí a ligação deste deus com o signo de Capricórnio na astrologia - pretendiam ressuscitar, por um certo tempo, a época maravilhosa em que os homens tinham vivido sem contrariedades, sem distinções sociais, numa paz inviolada. Era uma semana de repouso livre e feliz, durante a qual todas as atividades profissionais eram suspensas - até as campanhas militares eram interrompidas - e se realizavam inúmeros banquetes, onde os cidadãos substituíam a toga pela túnica e serviam seus escravos, que, desobrigados das suas funções habituais, falavam sem papas na língua.
Estas festividades desembocavam, inevitavelmente, em grandes orgias. O culto de Saturno não se propagou com a mesma amplitude em todo o mundo romano, tendo sido objeto de um fervor excepcional junto das populações da África. "Dominus Saturnus" representa, para estas, o deus fertilizador da terra e, igualmente, o sol, assim como a lua. Espécie de divindade suprema do céu, instalada muitas vezes em substituição dos deuses fenícios, o Saturno africano foi, como Moloque, apreciador de vítimas humanas. Estas práticas cessaram sob o Império Romano e foram substituídas por libações e sacrifícios de touros e de carneiros.
A natureza ctônica do deus o conectava com o mundo subterrâneo e seu governante, Dis Pater (identificado com Plutão), que também era o deus das riquezas escondidas.

### Munerados gladiadores
Em fontes do século III em diante, se diz que Saturno recebia oferendas (munera) dos gladiadores durante ou próximo às Saturnálias. Estes combates dos gladiadores, que duravam dez dias durante o mês de dezembro, eram apresentados pelos questores e patrocinadas por fundos provenientes do tesouro de Saturno.
A prática da munera pelos gladiadores era criticada pelos apologistas cristãos como uma forma de sacrifício humano. Embora não haja evidência desta prática durante a república romana, as oferendas dos gladiadores levaram à hipótese de que o culto original de Saturno incluía oferendas humanas. Macróbio diz que Dis Pater era saciado com cabeças humanas e Saturno era saciado com vítimas humanas. Os bonecos que eram trocados durante a Saturnália podem ter sido substitutos dos sacrifícios humanos.

## Saturno e Filira
Segundo Caio Júlio Higino, liberto de Augusto e responsável pela biblioteca Palatina, Saturno, quando perseguia Júpiter pela Terra, deitou-se, transformado em cavalo, com a filha de Oceano, Filira (Philyra), que, por isso, deu, à luz, o centauro Quíron, de quem se diz ter inventado a arte da medicina. Filira, depois de ver que tinha dado, à luz, uma forma desconhecida, pede, de Júpiter, que lhe mude a aparência. Então, na árvore filira, isto é, em tília, foi transformada.

## Dia da semana
Um poema de Tibulo se refere ao sabá dos judeus como "dia de Saturno", devido à associação entre Saturno e Javé. Isso deu origem aos termos modernos para "sábado" na língua inglesa (Saturday) e na língua francesa (samedi).

## Homenagem
O planeta Saturno foi assim nomeado em homenagem ao deus romano.